# Leaving group

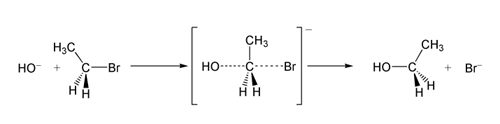
In deze S_{N}2-reactie is bromide (Br^{−}) de vertrekkende groep bij de nucleofiele aanval door hydroxide (OH^{−}).

Een leaving group (ook wel vertrekkende groep genoemd) is in de organische chemie een minder interessant molecuuldeel dat in een nucleofiele alifatische substitutie- of eliminatiereacties het wel belangrijke of interessante deel van het molecuul verlaat.
In een substitutiereactie wordt de leaving group vervangen, in een eliminatiereactie wordt vaak een dubbele binding gevormd.
Goede leaving groups zijn:
- Halogeniden, vooral bromide en jodide
- Sulfonaten, zoals de tosylaten, triflaten, mesylaten en brosylaten